# Astro Lounge
Astro Lounge – drugi album studyjny zespołu Smash Mouth wydany 8 czerwca 1999 za pośrednictwem Interscope Records, którego producentem był Eric Valentine. Pierwszym singlem promującym album był "All Star", który uplasował się na 1. miejscu Mainstream Rock Tracks i na 4. listy Billboard Hot 100 oraz został zawarty w soundtracku do uhonorowanego Oscarem filmu Shrek.
Album reprezentuje styl ska punk w połączeniu z nurtem w muzyce rockowej zwanym surf rock. Charakterystyczne dla albumu jest częste użycie keyboardu i dźwięków modulowanych komputerowo.
Album sprzedał się w nakładzie 3 milionów egzemplarzy i zdobył status potrójnej platynowej płyty. Zebrał pozytywne oceny od krytyków. Jest największym sukcesem w dorobku zespołu – osiągnął 6. miejsce listy Billboard Top 200 7 sierpnia 1999.

## Kontekst
Zespół wydał swój debiutancki album, Fush Yu Mang w 1997. Album sprzedał się w nakładzie 2 milionów egzemplarzy i zdobył status podwójnej platynowej płyty.

## Lista utworów
| #   | Tytuł                           | Długość | Autorzy                     | Gość          | Uwagi                                                                        |
| --- | ------------------------------- | ------- | --------------------------- | ------------- | ---------------------------------------------------------------------------- |
| 1.  | "Who's There?"                  | 3:33    | Camp                        |               |                                                                              |
| 2.  | "Diggin' Your Scene"            | 3:10    | Camp                        |               |                                                                              |
| 3.  | "I Just Wanna See"              | 3:45    | Camp, De Lisle              | Chris Racine  |                                                                              |
| 4.  | "Waste"                         | 3:27    | Camp                        |               |                                                                              |
| 5.  | "All Star"                      | 3:21    | Camp                        |               | Utwór pojawił się w soundtrackach do filmów Shrek i Mystery Men              |
| 6.  | "Satellite"                     | 3:39    | Camp                        |               |                                                                              |
| 7.  | "Radio"                         | 3:21    | Camp                        |               |                                                                              |
| 8.  | "Stoned"                        | 4:10    | Camp                        | D.J. Homicide |                                                                              |
| 9.  | "Then the Morning Comes"        | 3:04    | Camp                        |               |                                                                              |
| 10. | "Road Man"                      | 2:31    | Camp                        |               |                                                                              |
| 11. | "Fallen Horses"                 | 4:06    | Camp, De Lisle, Harwell     |               |                                                                              |
| 12. | "Defeat You"                    | 3:54    | Camp                        |               |                                                                              |
| 13. | "Come On Come On"               | 2:33    | Camp, Harwell               |               |                                                                              |
| 14. | "Home"                          | 3:12    | Camp                        |               |                                                                              |
| 15. | "Can't Get Enough of You, Baby" | 2:30    | Sandy Linzer, Penny Randell |               | Kower piosenki zespołu The Toys, nagrany na potrzeby filmu Can't Hardly Wait |

## Skład
- Steven Harwell – śpiew
- Greg Camp – gitara, wokal wspierający
- Paul De Lisle – gitara basowa, wokal wspierający
- Kevin Coleman – perkusja
- Michael Klooster – keyboard, pianino
- Mark Camp – efekty specjalne
- John Gove – puzon
- Eric Valentine – keyboard, flet, produkcja
- Brian Gardner – mastering
- Kim Holt – design, oprawa graficzna
- Sean Murphy – fotografia, projekt okładki

## Single
| Data wydania | Tytuł                           | Format | Nr katalogowy | Wytwórnia             |
| ------------ | ------------------------------- | ------ | ------------- | --------------------- |
| 1998         | "Can't Get Enough of You, Baby" | CD     | 64094         | Warner Music Group    |
| 4 maja 1999  | "All Star"                      | CD     | 9905          | Under the Covers      |
| 1999         | "Then Morning Comes"            | CD     | 97221         | Universal Music Group |

## Pozycje na listach przebojów

### Album
| Państwo             | Miejsce |
| ------------------- | ------- |
| Billboard Top 200   | 6       |
| Kanada              | 12      |
| Top Internet Albums | 6       |
| Australia           | 29      |
| Nowa Zelandia       | 19      |
| Holandia            | 85      |

### Single
| Rok  | Single                         | Lista                              | Pozycja |
| ---- | ------------------------------ | ---------------------------------- | ------- |
| 1998 | "Can't Get Enough of You Baby" | Modern Rock Tracks                 | 30      |
| 1998 | "Can't Get Enough of You Baby" | Mainstream Rock Tracks             | 18      |
| 1998 | "Can't Get Enough of You Baby" | Hot Adult Top 40 Tracks            | 14      |
| 1999 | "All Star"                     | Mainstream Rock Tracks             | 1       |
| 1999 | "All Star"                     | Modern Rock Tracks                 | 2       |
| 1999 | "All Star"                     | Billboard Hot 100                  | 4       |
| 1999 | "All Star"                     | Top 40 Tracks                      | 1       |
| 1999 | "All Star"                     | Hot Adult Top 40 Tracks            | 1       |
| 1998 | "All Star"                     | Hot Dance Music/Maxi-Singles Sales | 25      |
| 2000 | "All Star"                     | Top 40 Adult Recurrents            | 1       |
| 1999 | "Then The Morning Comes"       | Modern Rock Tracks                 | 26      |
| 1999 | "Then The Morning Comes"       | Billboard Hot 100                  | 8       |
| 1999 | "Then The Morning Comes"       | Top 40 Tracks                      | 7       |
| 1999 | "Then The Morning Comes"       | Hot Adult Top 40 Tracks            | 2       |
| 1999 | "Then The Morning Comes"       | Mainstream Rock Tracks             | 5       |
| 2000 | "Then The Morning Comes"       | Top 40 Adult Recurrents            | 1       |

## Historia wydań
| Data wydania   | Wytwórnia          | Format     | Numer katalogowy |
| -------------- | ------------------ | ---------- | ---------------- |
| 8 czerwca 1999 | Interscope Records | CD, kaseta | 90316            |
| 2007           | Universal Japan    | CD         | 6314             |